# Asura geminata
Asura geminata là một loài bướm đêm thuộc phân họ Arctiinae, họ Erebidae.